# چن یینگ (تیرانداز)
چن یینگ (انگلیسی: Chen Ying؛ زادهٔ ۴ نوامبر ۱۹۷۷) تیرانداز اهل چین است.